# Desaparición de Christopher Kerze
Christopher Matthew Kerze (19 de febrero de 1973 - desaparecido el 20 de abril de 1990) era un adolescente estadounidense de 17 años que desapareció en extrañas circunstancias de su hogar en Eagan (Minnesota) el 20 de abril de 1990. A pesar de que Kerze escribió una nota de suicidio, su desaparición sigue manteniendo algunos interrogantes jamás resueltos. Si bien su vehículo fue encontrado abandonado dos días más tarde, nunca se encontró rastro de él. 

## Biografía
Kerze asistía a la escuela secundaria en Eagan, Minnesota. Sus amigos y familiares lo recuerdan por ser un excelente alumno, que había sido invitado a unirse a la Sociedad Nacional de Honor. También fue finalista de la National Merit Scholar. Le gustaba acampar, esquiar, leer y las computadoras.

## Trasfondo
El 20 de abril de 1990, Christopher Kerze, de diecisiete años, les dijo a sus padres que tenía un fuerte dolor de cabeza y que había decidido no ir a la escuela ese día. Sus padres lo dejaron en casa descansando y se fueron a sus trabajos. Cuando regresaron a casa horas más tarde, se sorprendieron al descubrir que su hijo no estaba en casa. El vehículo familiar, una Dodge Caravan azul modelo 1988, estaba desaparecido, y el perro de la familia andaba suelto.En la cocina encontraron una nota de su hijo con el siguiente mensaje: "Mamá, surgió algo importante y me siento algo mejor. Volveré a las seis (a menos que me haya perdido). Con cariño, Chris." Los Kerze pensaron que la nota era un tanto inusual, especialmente porque la palabra "perdido" había sido subrayada dos veces.

## Desaparición
Christopher no volvió a casa a esa hora y, de hecho, no se volvió a saber de él. Al día siguiente (21 de abril de 1990) la familia recibió una carta suya escrita a mano, con sello postal de Duluth, Minnesota, diciendo que había mentido acerca de estar enfermo para poder usar la camioneta e ir "a ni siquiera yo sé dónde". En la nota también decía que tenía la intención de poner fin a su vida, y pedía disculpas por ello a sus seres queridos. Se pudo comprobar que el día de su desaparición extrajo 200 dólares de su cuenta de ahorros. Kerze se había llevado la escopeta de su padre, una OF Mossberg & Sons modelo 1954-1956 del calibre 20 con cargador de tres cartuchos. Pero hubo un detalle que llamó la atención de los investigadores; el adolescente no se había llevado ninguno de los cartuchos. La policía cree que pudo haber abandonado el arma en algún lugar rural de Minnesota y que algún cazador podría haberla encontrado. Las autoridades han especulado con la posibilidad de que Kerze podría haber descartado el arma finalmente, pero no tienen seguridad de ello.
Luego de dos días desde la desaparición, la policía pudo encontrar la camioneta Dogde Caravan de la familia abandonada al borde de la carretera en el Condado de Itasca, en el norte de Minnesota, entre el bosque estatal George Washington y el bosque nacional Chippewa. Se supuso que Christopher habría viajado más de 200 millas (322 Km) hasta Grand Rapids, Minnesota, antes de aparentemente abandonar el vehículo a unas veinte millas al norte. Si bien no está completamente claro por qué decidió abandonarlo allí, cabe señalar que los abuelos de Christopher vivían en Grand Rapids. Al buscar pistas en el vehículo, se encontró otra nota en el interior que explicaba quién era el propietario.

## Búsqueda
Luego del hallazgo de la camioneta, los investigadores realizaron búsquedas exhaustivas para intentar encontrar a Kerze,pero no se encontró pista alguna sobre su paradero. No se descarta que viajara fuera del área haciendo dedo. Y si salió del área, se desconoce a dónde se pudo dirigir. La familia distribuyó carteles con su foto y se llevaron a cabo varias búsquedas, todas ellas con resultado negativo.
Una semana después de la desaparición de Christopher, sus padres comenzaron a recibir una serie de llamadas telefónicas extrañas. Jim, su padre, explicó: “Había un montón de ruido al otro lado, como una fiesta, y cuando intentábamos hablar o preguntar algo, nos colgaban. Nunca habíamos recibido ese tipo de llamadas”. Su madre Loni cree que podría haber sido su hijo quien se encontraba al otro lado del teléfono. El vecino y mejor amigo de Christopher también comenzó a recibir este tipo de llamadas telefónicas extrañas. Sin embargo, después de seis meses, las llamadas cesaron abruptamente sin dejar nuevas pistasy dejando un silencio inquietante. Los Kerze incluso trabajaron con la policía para poner un rastreador en el teléfono y poder seguir estas llamadas, pero no hubo suerte.

## Búsquedas posteriores
En 2004 y tras 14 años desde la desaparición, el Departamento de Policía de Eagan recibió una carta anónima sugiriendo que deberían dejar de intentar encontrar a Kerze y que regresaría a casa cuando estuviera listo. La policía no pudo autenticar el comunicado y decidió que habría sido un engaño.
Hubo un renovado interés en el caso a finales de 2016 después de que se resolviera el caso de Jacob Wetterling. Se crearon nuevas fotografías de Kerze progresadas por la era y se distribuyeron carteles de persona desaparecida con esas fotografías. La familia también concedió entrevistas a los medios sobre el caso. "No sabremos nada sobre lo que le pasó a Christopher hasta que, como los Wetterling, mágicamente sepamos algo y posiblemente todo", dijo el patriarca Jim Kerze. A pesar de ello, ambos casos poseen notables diferenciaciones.